# Leifheit
Leifheit AG is een Duits productiebedrijf dat huishoudelijke producten maakt.
Het werd in 1959 opgericht door Günter Leifheit.
Het bedrijf maakt keukenapparatuur onder de naam Soehnle.
Het bedrijf is sinds 1984 genoteerd aan de Frankfurter Wertpapierbörse.

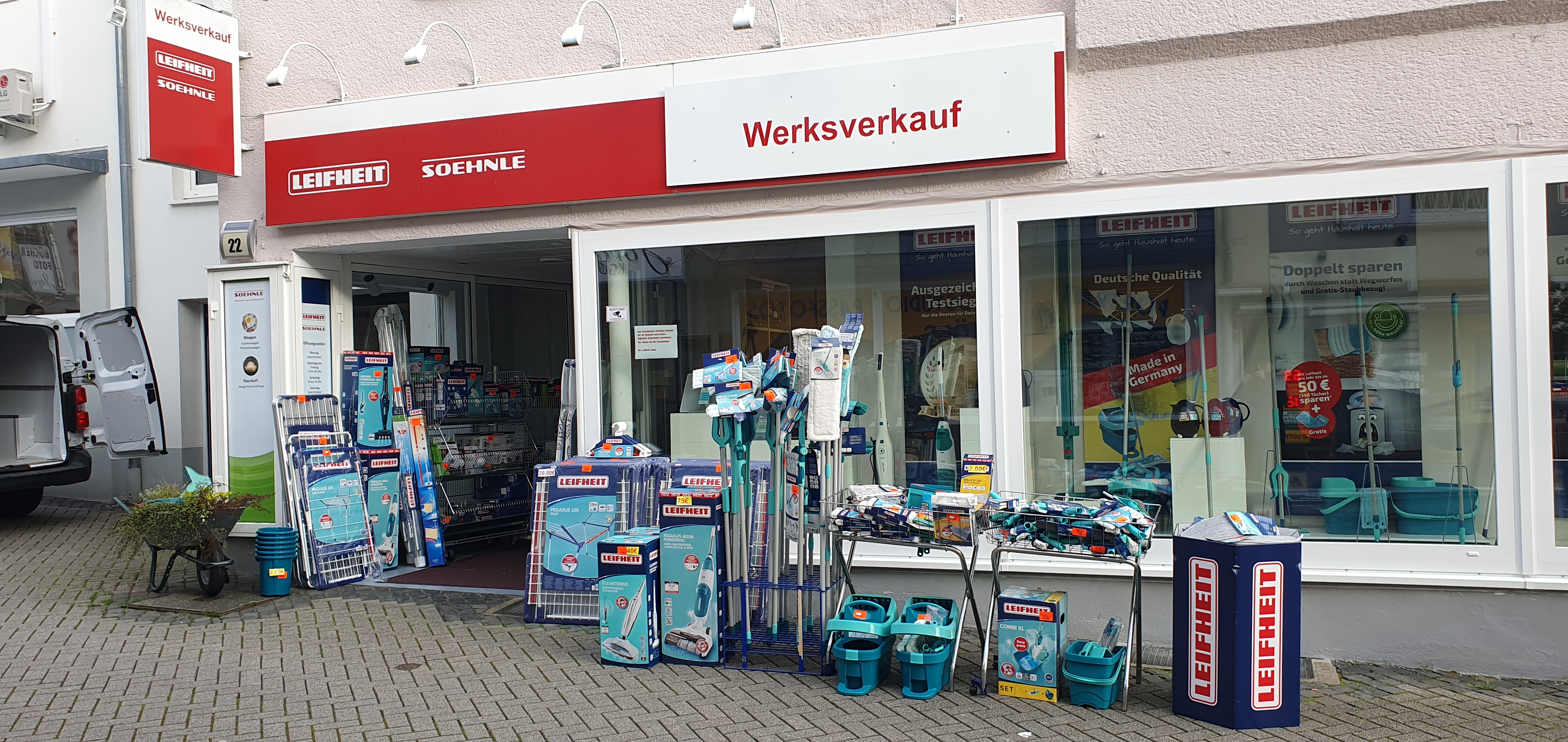
fabrieksverkoop winkel in Nassau (D)

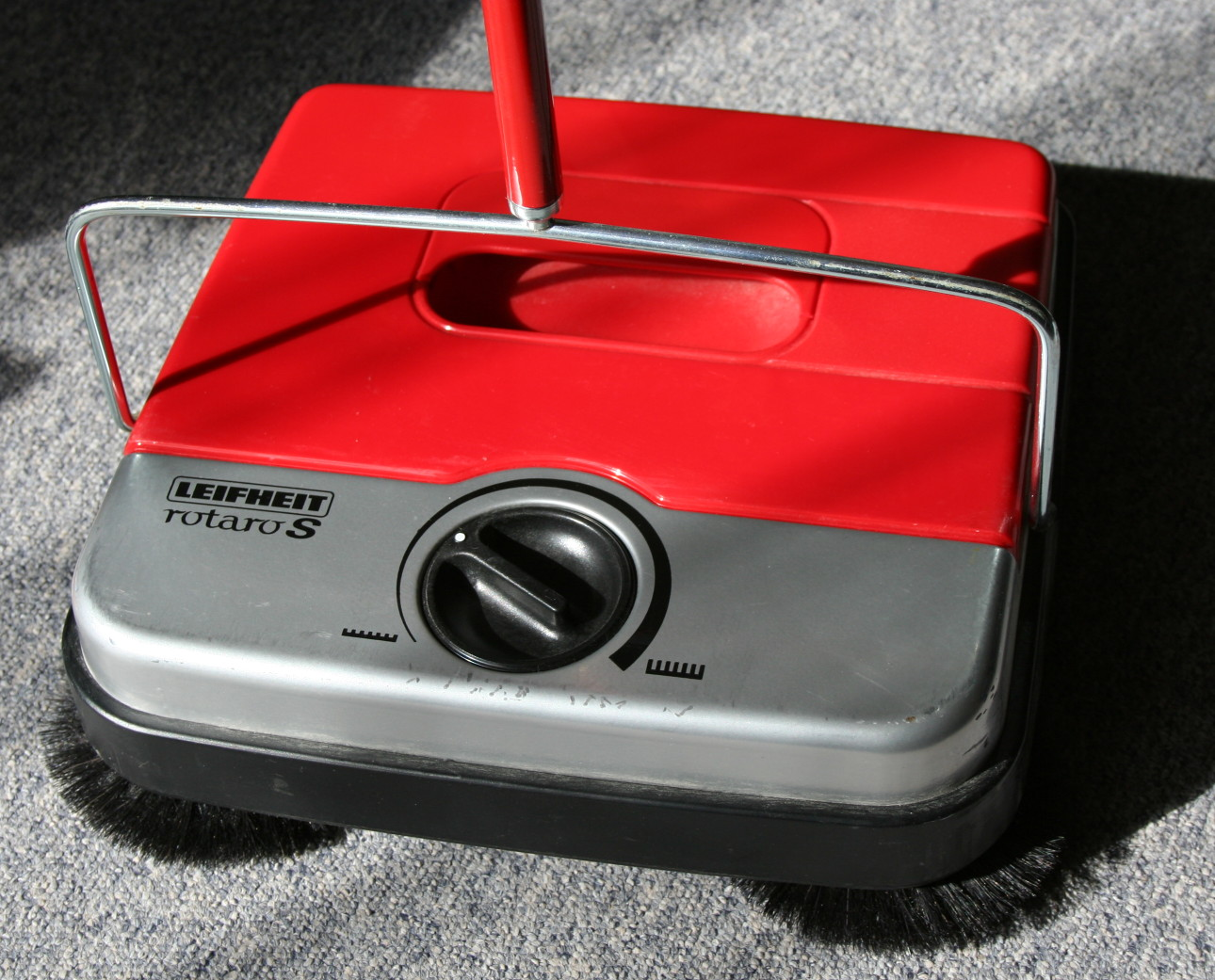
tapijt-rolveger